# Потомство динозаврів

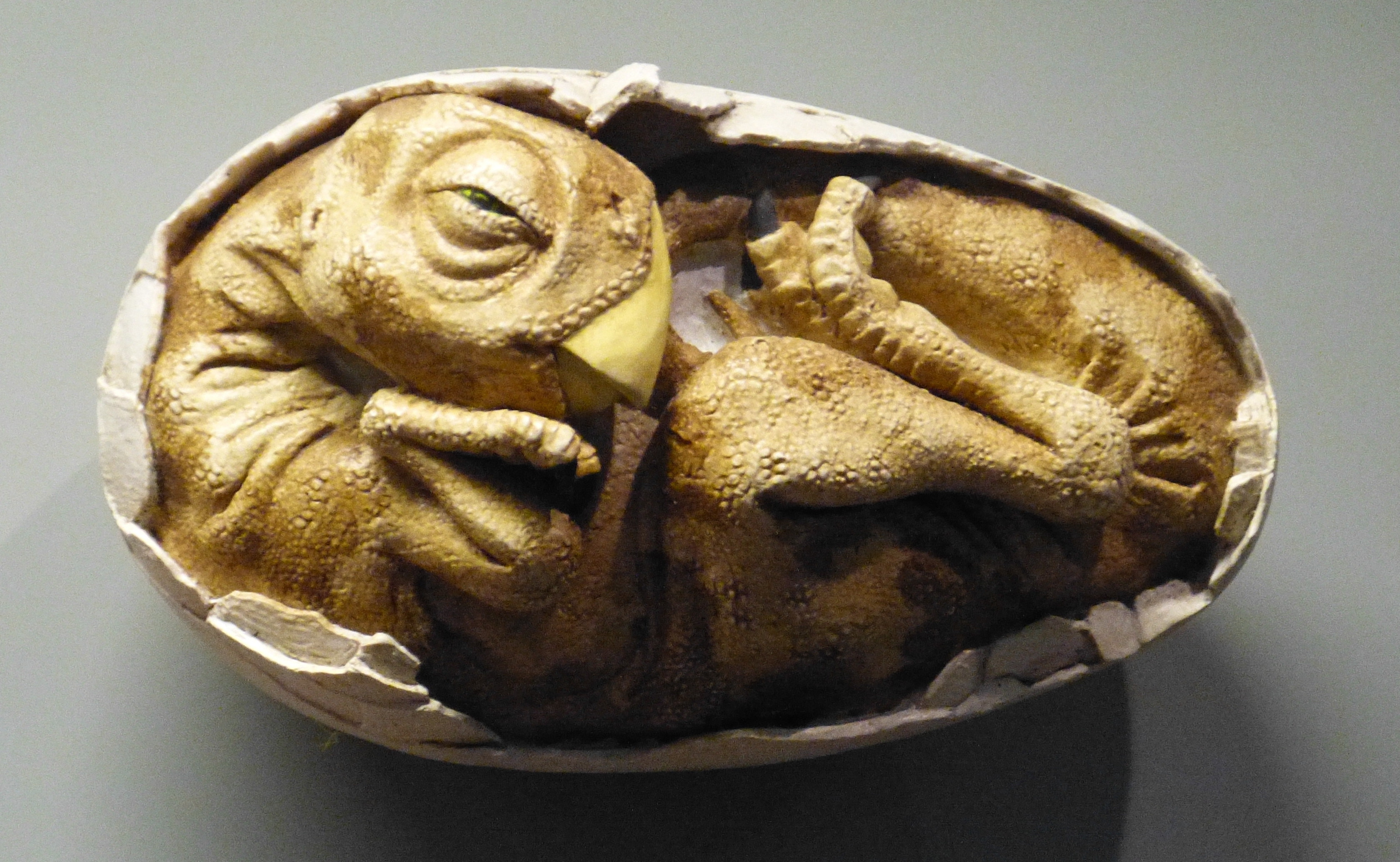

Усі динозаври розмножувались, відкладаючи яйця в ямках або нескладних гніздах на землі. Хоч динозаври були величезними, яйця зазвичай відкладали невеликі. Не висиджували їх, а закопували кладку, таким чином захищаючи від погодних кліматичних змін та хижаків. Яйця мали міцну шкарлупу на вигляд схожі на яйця птахів або рептилій. Проте знайдені лише яйця і гнізда невеликих хижих динозаврів овірапторів і троодонів, а також качконосих майазаврів.
Вперше яйця динозаврів були знайдені у Франції у 1859 р. А гніздо динозавра вперше знайшли набагато пізніше — 1923 р. у пустелі Гобі. Вчені знайшли лише декілька решток дитинчат динозаврів. Це тому, що новонароджені динозаври мали крихкі кісти та нерозвинений тулуб.

## Де відкладали яйця динозаври
За тим, де знаходили археологи залишки гнізд та закамянілі яйця розрізняють наступні види середовищ:
- Пляжні піски: Пляжні піски були хорошим місцем для динозаврів, щоб відкласти яйця, оскільки пісок був ефективним для поглинання та утримання достатньої кількості тепла для інкубації яєць. В одному стародавньому пляжному родовищі на північному сході Іспанії фактично зберігається близько 300 000 викопних яєць динозаврів.

- Заплави: динозаври часто відкладають яйця на стародавніх заплавах. Таким чином, аргілліти, відкладені на цих місцях, є чудовими джерелами скам’янілостей яєць динозаврів.

- Піщані дюни: багато яєць динозаврів було знайдено з відкладень пісковика, які утворилися в стародавніх дюнах нинішнього Північного Китаю та Монголії. Присутність овіраптора, що зберігається в їхньому життєвому задумі, свідчить про те, що яйця, гнізда та батьки, можливо, були швидко поховані піщаними бурями.

## Будова гнізда
- Майазаври насипали великі купи землі й, зробивши поглиблення нагорі, відкладали туди яйця на підстилку з листя і гілок. Підстилка зігрівала яйце і захищала від ушкоджень, адже самі майазаври були занадто великі, щоб насиджувати яйця.
- Бронтозаври, диплодиоки й брахіозавризакопували свої великі яйця у теплий пісок у берегів водойм.

## Термін інкубації
Як стало відомо з дослідження доктора Грегорі Еріксона, на прикладі качконоса травоїдного гіпакрозавра, протоцератопса, рогатого динозавра вдалося встановити приблизні часові рамки від знесення яйця до вилуплення малюка-динозавра.
Вивчаючи лінії росту у мікроскопічних зубах ембріонів, що знайшли всередині скам'янілих яєць, Еріксон та його колеги змогли встановити:
- яйця протоцератопсів вилуплювалися приблизно через 2,8 місяця.
- яйця гапікрозавра вилуплювалися через 5,8 місяця.

У дитинчат майазаврів кістки лап були не зовсім розвинуті, значить, батькам доводилося приносити воду і їжу малюкам у гніздо. 
Маленькі майазаври швидко росли: якщо вилупилося з яйця дитинча було довжиною близько 30 сантиметрів, то всього за кілька тижнів воно виростало до півтора метра. Такий «підліток» ставав досить сильним, щоб приєднатися до стада. Дитинчата троодона вилуплювалися вже повністю сформованими й цілком самостійними, Навіть найменші могли відразу вибратися з гнізда і відправитися на пошуки їжі.